# Arbogafallet (2010-talet)
Arbogafallet var ett kriminalfall där Johanna Möller (född 1975), i massmedier kallad Arbogakvinnan, och hennes pojkvän, Mohammad Rajabi (född 1988, enligt egen uppgift), utreddes för mord på Möllers far, och mordförsök på hennes mor den 3 augusti 2016. Möller utreddes också för mord på sin make, som hade påträffats död i Hjälmaren i augusti 2015.
Västmanlands tingsrätt avkunnade sin dom den 21 augusti 2017. Rajabi dömdes till 14 års fängelse för mord och försök till mord, och Möller till livstids fängelse för anstiftan till mord på fadern, och för mord på maken.
Svea hovrätt frikände Möller den 27 februari 2018 för mordet på maken men fastställde i övrigt tingsrättens dom.
Domarna fick 2021 hård kritik i Viaplay-serien Johanna Möller – Sveriges mest hatade kvinna på grund av bristande bevisning.
Arbogakvinnan har profilerats utifrån personlighetsdrag som narcissism och psykopati i en bok om gärningsmannaprofilering utgiven av svenska forskare.
Johanna Möller flyttades i början av april 2025 av säkerhetsskäl till Kumlaanstalten från anstalten i Ystad.